# Bannaventa

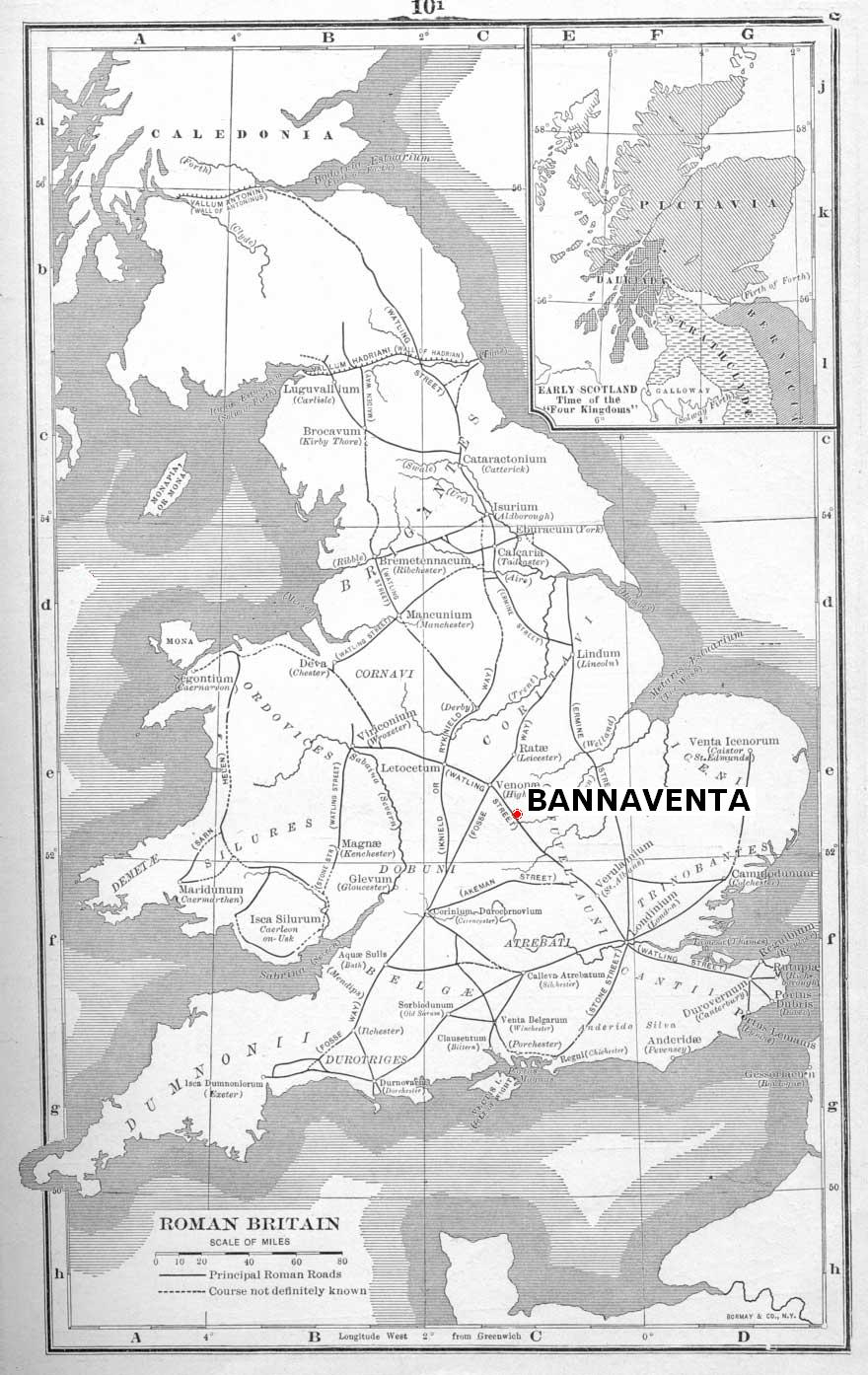
Localizzazione di Bannaventa

Bannaventa fu una città fortificata della Britannia romana, che sorgeva lungo la strada romana chiamata Watling Street, oggi nota come strada nazionale A5.
Bannaventa sorgeva a 1,6 km a nordest del villaggio di Norton, nella contea inglese del Northamptonshire.
Il reticolo di riferimento dell'Ordnance Survey per il centro della città è SP612645.

## Etimologia del nome
Il significato del nome Bannaventa è "il mercato sullo sperone di terra".

## Watling Street (Iter II)
La strada su cui sorse Bannaventa è ritenuta la prima costruita dai Romani in Britannia.
Essa iniziava a Portus Ritupis (odierna Richborough), nella contea del Kent, e correva in direzione nordovest, collegando molti insediamenti e città sul suo percorso.
A Viroconium Cornoviorum (odierna Wroxeter nello Shropshire), la strada si diramava: un percorso giungeva a Deva Victrix (odierna Chester) e l'altro giungeva nel Galles.
Bannaventa fu una piccola città fortificata costruita su questa strada e sorgeva a 20 km a nordovest della città romana di Lactodurum (odierna Towcester); 31 km a nordovest sorgeva l'insediamento romano di Venonis (odierna Wigston Parva), dove si intersecavano la Watling Street e la Fosse Way.

## Fonti che citanoBannaventa
L'insediamento è citato nell'Itinerario antonino, Iter Britanniarum.
I percorsi che citano Bannaventa sono:
- Iter II: Venone XII, Benaventa XVII, Lactodorum XII.
- Iter VI: Lactodurum XVI, Isannavaria XII, Tripontium XII.
- Iter VIII: Venone XII, Benaventa XVIII, Magiovinter XXVIII.

Le corrispondenze con i luoghi moderni sono le seguenti (si ipotizza che Isannavantia corrisponda a Bannaventa).
- Venone = High Cross, Wigston Parva, Leicestershire
- Isannavaria/Isannavantia = Bannaventa
- Tripontium = Cave's Inn, Warwickshire
- Magiovinter = Dropshort, Buckinghamshire

## Descrizione

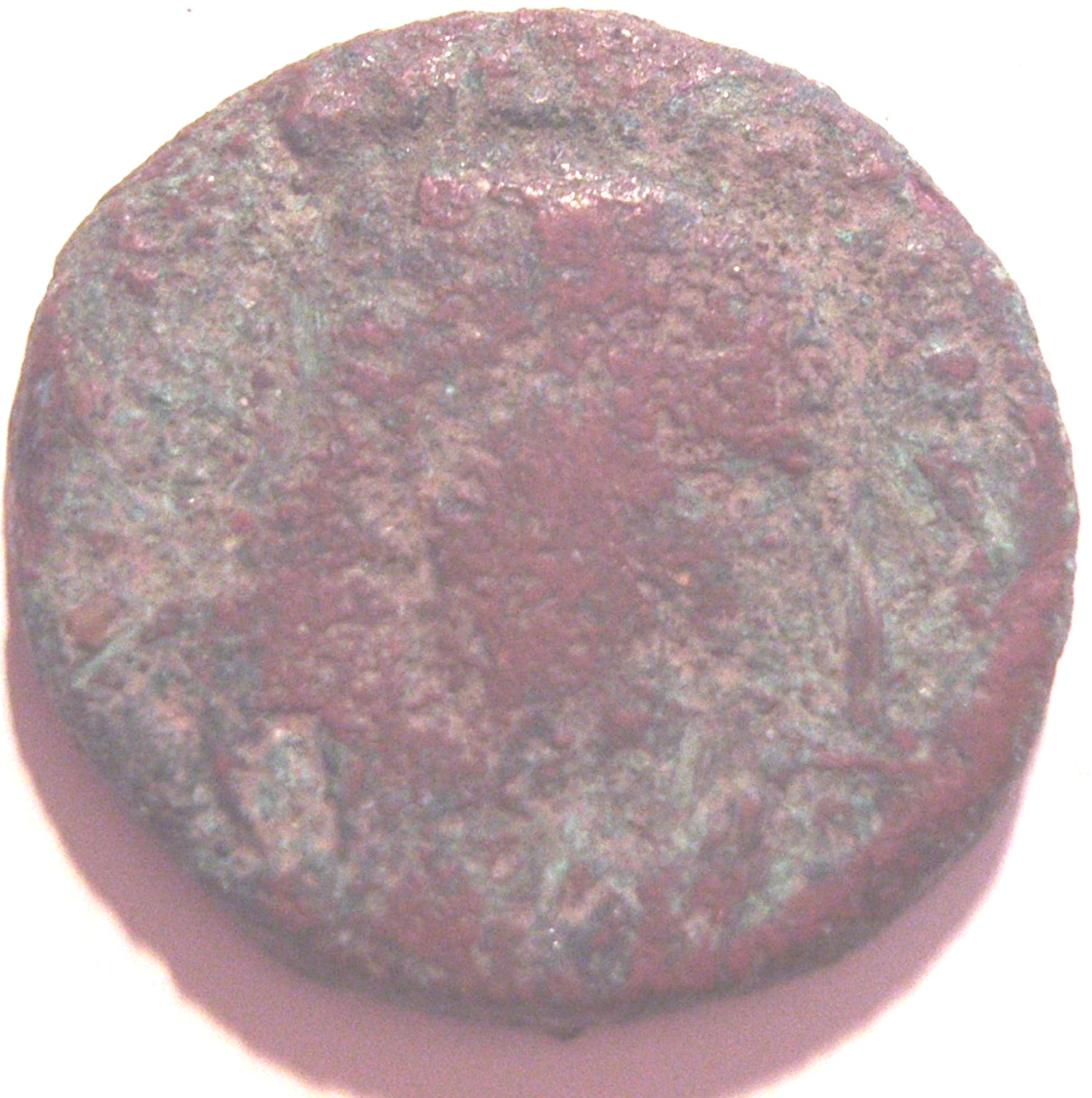
Moneta romana scoperta nel sito archeologico

Bannaventa era una stazione di sosta per i viaggiatori romani (questo percorso lungo la Watling Street fu ripreso in età moderna con un nuovo sistema di Coaching inn, cioè di locande dove i viaggiatori potevano disporre di vitto e alloggio).
La città era parte vitale dell'infrastruttura stradale della Britannia romana.
La città, che era fortificata, forniva un posto sicuro e caldo per il riposo, dove si potevano acquistare provviste per il viaggio e, durante la notte, si potevano porre in stalle sicure cavalli e altro bestiame.
Inoltre, essa poteva garantire una certa protezione alla popolazione delle vicine campagne nei momenti di pericolo.
Nelle immediate vicinanze della città ci sono altri siti romani posti in relazione a Bannaventa.
Fra questi vi sono i ruderi di una villa sulla sommità della vicina Borough Hill, un altro insediamento più piccolo tra Thrupp lodge e Thrupp Grounds (SP 599651), oltre a varie piccole fattorie, che sono state individuate ai riferimenti di reticolo SP613638 e SP608649, e un'altra villa al riferimento SP605649.

## Scavi archeologici
Fu solo al principio del XVIII secolo che il sito di Bannaventa fu identificato con certezza.
In precedenza, erano stati suggeriti i siti del vicino Weedon Bec, Daventry-Borough Hill e anche Northampton.
Nel sito sono state effettuati molti ritrovamenti archeologici, tra i quali la scoperta di uno scheletro e di numerose cremazioni in una necropoli romana posta poco a sud della cinta delle fortificazioni.
Tra le altre scoperte, vi sono monete costantiniane, alcune opere di fondazione, opere murarie e ceramica; la maggior parte dei rinvenimenti risale al principio del XVIII secolo ed hanno permesso di identificare in maniera definitiva la città.

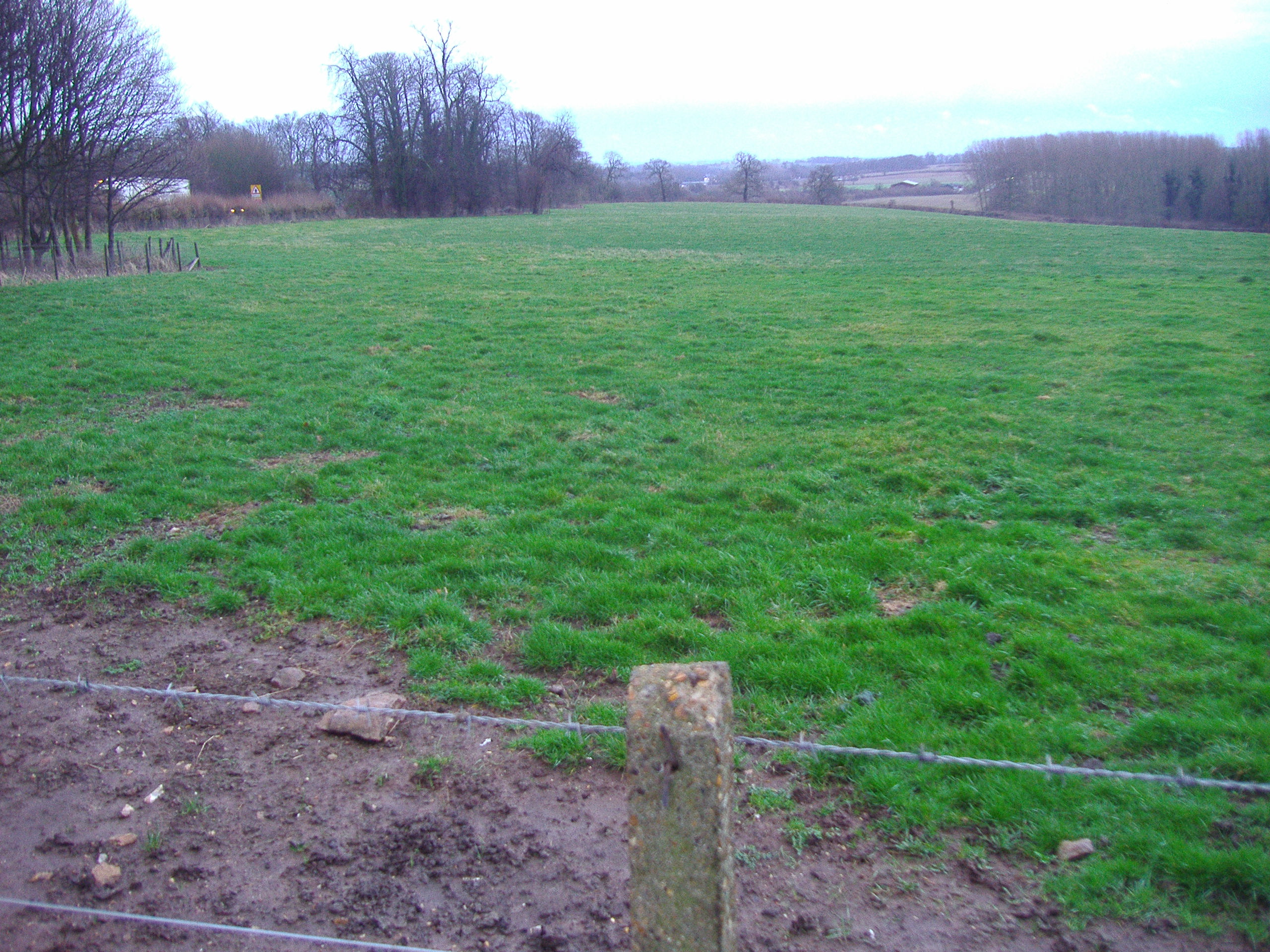
Vista dall'angolo nordovest di Bannaventa

Nel XX secolo sono stati compiuti ulteriori rinvenimenti, di seguito elencati:
- alcune fosse di scarico risalenti al I e II secolo d.C.;
- nel 1900, monete romane di Vittorino e ceramica sigillata, ruderi di edifici che includevano intonaci, legno marcito, tegole e un pavimento acciottolato;
- nel 1922, monete romane fra le quali un sesterzio di Adriano;
- nel 1957, un grande bicchiere della valle del fiume Nene, un grande vaso dipinto, parte di una terrina di vetro. Frammenti di un vaso nero samo, oltre a vari altri manufatti.

Nel 1970, il sito fu fotografato dall'aria. Le immagini rivelarono così la posizione della Watling Street romana, che la bisecava, e i contorni della città, che si trova a ovest della A5.
L'insediamento era racchiuso da una cinta di forma quadrilatera irregolare, con ampi angoli arrotondati, collegati da una serie di tre gruppi di rive e fossati.
L'area recintata copriva circa 55 000 m².
All'interno del perimetro urbano, si sono trovate tracce degli edifici lignei che componevano la maggior parte della città.
Dell'epoca romana non sopravvive niente fuori terra.

## Relazione con San Patrizio
È possibile che Bannaventa fosse stato il luogo di nascita di San Patrizio, santo patrono dell'Irlanda.
Nella sua Confessio, egli affermava di essere nato in un insediamento chiamato Banavem Taburniae, che potrebbe essere un nome alternativo di Bannaventa.
Egli riporta che "... circa sedicenne... ero stato fatto prigioniero in Irlanda", dove fu trattenuto come schiavo.
La Watling Street terminava nel Galles settentrionale (circa 160 km da Chester, il più vicino punto per la navigazione sul mare d'Irlanda), che offriva facili passaggi per l'Irlanda.
Dopo sei anni di schiavitù, San Patrizio fuggì in Gallia (odierna Francia), dove divenne monaco; in seguito, fece ritorno in Irlanda come missionario.
La sua Confessio inizia così:
(San Patrizio, Confessio)